# 維什尼奧夫斯科耶湖
60°31′15″N 29°31′23″E / 60.52083°N 29.52306°E
維什尼奧夫斯科耶湖（俄语：Вишнёвское），是俄羅斯的湖泊，位於該國西北部，由列寧格勒州負責管轄，處於維堡區，面積9平方公里，海拔高度16米，集水區面積45.7平方公里。伊斯克里察河从该湖流出，将其与大拉科沃耶湖以及整个武奥克萨河水系联通起来。